# 蠟筆小新：風起雲湧 猛烈！大人帝國的反擊
《蠟筆小新：風起雲湧 猛烈！大人帝國的反擊》（日语：クレヨンしんちゃん 嵐を呼ぶ モーレツ!オトナ帝国の逆襲），是蠟筆小新系列的第9部动画电影，於2001年4月21日在日本上映。

## 概要
本電影是21世紀首部《蠟筆小新》劇場版。劇中以父母世代象徵20世紀、以兒童世代象徵21世紀，描繪了過去與未來交錯的主題。本作大量運用了懷舊昭和30至40年代（1955～1974年）高度經濟成長期的內容與設計，因此不僅針對原本作為主觀眾群的孩童，也可說是面向他們的父母世代的作品。DVD廣告邀請了演員阿部寬出演，強調這是一部即便是大人觀眾也能深受感動的佳作。
導演原惠一曾對該片表示：「我知道這樣的製作方式會讓它不再是原本的《蠟筆小新》，但我更想拍出一部好電影，所以最後還是做出了那個選擇。完成後在初號試映或內部試映會上，一些高層和出資者的反應並不理想，甚至有人說：『這是我第一次看到這麼令人不愉快的電影。』他們覺得這不是《小新》，應該就是這個意思吧。」
導演樋口真嗣則指出：「如果不怕被誤解，我想直接說，只要達成『推銷既定角色』這個條件，其他部分幾乎可以自由發揮。而正是運用這種『漏洞』創作出的作品，包括宮崎駿的《魯邦三世 卡里奧斯特羅之城》、押井守的《福星小子2 綺麗夢中人》，還有原惠一的《風起雲湧 猛烈！大人帝國的反擊》。」
此外，本作也是野原鶴（由北川智繪擔任初代聲優）與野原廣志的童年時期首次在劇場版中登場的作品。本作同時也是松尾銀三最後一次為野原銀之介配音。至今該在整個劇場版系列中人氣極高，至今仍被粉絲譽為「《蠟筆小新》系列中最傑出的傑作」。

## 劇情
有一天，日本突然再次舉辦了20世紀博覽會，吸引了大量的成人來參觀，博覽會充滿著濃厚的懷舊氣息，大人們重拾昔日的一點一滴，不禁沉迷其中，漸漸連小孩也不管了。然後，一個神秘組織在街上進行號召，派人把大人都接走了。大人們不見了，又沒有食物，小孩子徬徨地聚在街上，因為失去大人的照顧而感到無助。入夜後，一把聲音在電台廣播出現，他自稱為集團「Yesterday Once More（昨日重現）」的首領阿健，勸說小孩乖乖等候被運送，企圖誘騙他們，把小孩子送去博覽會隔離，目的是為他們洗腦，清除21世紀的思想。
春日部防衛隊在逃亡的過程中，合力開走了幼稚園的校車，但中途竟然被受迷惑的廣志和美冴等人阻撓，最後他們跑到了20世紀博覽會的本部。由於校車意外撞停了，風間、妮妮、正男和阿呆都被抓走，只有小新帶著小白和小葵逃了出來，來到了展覽會裡面，小新遇見了年幼的廣志，小新心生一計，脫掉廣志的鞋子給他聞，於是，廣志開始了回憶旅程，想起了過往。待廣志恢復神智後，立刻帶著家人打算破壞阿健的陰謀，經過重重險阻，終於感動了懷舊城鎮的居民，也算是打敗了阿健。阿健和茶子心灰意冷，正想自尋短見，卻被小新和突如其來的鴿子阻止，於是打消尋短的念頭。之後野原一家跟其他所有人一起回春日部，而阿健和茶子會活下去尋找屬於他們自己的未來。

## 登場角色
| 角色       | 配音員     | 配音員   | 配音員   | 配音員   | 介紹 |
| 角色       | 日本       | 臺灣     | 香港     | 中国大陆 | 介紹 |
| 原著角色   | 原著角色   | 原著角色 | 原著角色 | 原著角色 | 原著角色 |
| ---------- | ---------- | -------- | -------- | -------- | --- |
| 野原新之助 | 矢島晶子   | 蔣篤慧   | 劉惠雲   | 曾允凡   | 本作主角。在大人們被味道吸引回到過去時因阿健的追捕而與春日部防衛隊展開逃亡，後遇到年幼的廣志，脫下廣志的鞋子給他聞後使其恢復神智，最後與家人們一起對抗阿健，也讓大家重回21世紀。 |
| 野原美冴   | 楢橋美紀   | 呂佩玉   | 譚淑英   | 王瑞芹   | 小新的母親。受到懷舊味道影響而開始不做家事，協助阿健追捕小新等人，之後聞到廣志的腳臭味而恢復神智，與家人一起阻止回到20世紀的計劃。 |
| 野原廣志   | 藤原啓治   | 于正昇   | 陳旭明   | 于正昇   | 小新的父親。受到懷舊味道影響而回到過去，並且協助阿健一起追拿小新等人，最後因小新脫下自己鞋子給自己聞腳臭味後而將過去的事情回想起來並恢復神智，成為了第一個清醒的大人，也帶領著家人們一同阻止返回20世紀的計劃。 |
| 野原向日葵 | 興梠里美   | 吳貴竹   |          | 唐嶷     | 小新的妹妹。 |
| 野原小白   | 真柴摩利   | 賀世芳   |          | 杨凝     | 野原家所飼養的小狗。在大人追捕時小白因開車成功逃離大人們進到會館後被小新譽為「狗中之狗」。 |
| 風間徹     | 真柴摩利   | 賀世芳   | 周文瑛   | 杨凝     | 在父母被味道吸引而回到過去時開始不知所措，之後在大人追捕時搶了園長高倉文太的娃娃車開始展開逃亡，最後與小新一起前往20世紀博覽會，但被阿健抓住。 |
| 櫻田妮妮   | 林玉緒     | 楊凱凱   | 龍德瓊   | 乔菲菲   | |
| 佐藤正男   | 一龍齋貞友 | 魏伯勤   | 吳小藝   | 赵双     | |
| 阿呆       | 佐藤智惠   | 于正昇   | 姜麗儀   | 李佳怡   | |
| 本作角色   |            |          |          |          | |
| 阿健（）   | 津嘉山正種 | 吳文民   |          | 陈思宇   | Yesterday Once More的首領，人物原型參考約翰·藍儂，愛喝紅茶，將愛車TOYOTA 2000GT視為自己的靈魂。認為21世紀的日本只充滿著「骯髒的金錢」和「沒用的垃圾」，因此計劃將人們的「心」帶回到純樸且無憂無慮的20世紀，並以大人們的懷舊心情作為計劃的原動力。除此之外，20世紀總是充滿著懷舊的味道，而他也已經取得了那股味道，並決定前往東京鐵塔大量釋放出此味道。而小新將「想要長大」等言詞透過與野原一家的奮鬥過程傳達給了「20世紀的居民」，大幅降低了他們的懷舊心情，導致Yesterday Once More返回20世紀的計劃徹底失敗，承認敗北的那一刻向小新表示「我把你的未來還給你」，爾後其家人趕到小新身邊，而追捕他們一家人的Yesterday Once More員工也突然撤兵。抵達東京鐵塔頂樓時，本來想和茶子一同以結束生命（跳樓）的方式逃離「21世紀」的到來，卻被小新的喊聲和在他們腳邊築巢偶然飛起的鴿子阻止了。最後帶著茶子一同離開了春日部。 |
| 茶子（）   | 小林愛     | 魏晶琦   |          | 张惠霖   | 本部電影女主角，阿健的同居女友。和阿健一樣對於21世紀有著相同感慨。總是面無表情，不過故事後半，曾被廣志看到小褲褲而感到憤怒，計畫失敗後，原本要跳樓尋死，最後一刻放棄並流露出「我不想死」和其真心。是廣志和小新父子倆共同認定的好女人。 |

- 中國大陸配音版本之製作人員
  - 配音导演：皇贞季
  - 配音制片：石慧峰
  - 对白录音/混合录音：周天颖
  - 其他配音人員：李佳怡（电视主播）、来晓风（园长）、崔郅昊（导演）、蔺婵婵（风间妈妈/幼年广志/电视主播/松阪老师）、兰酒（正男妈妈）、王梅子（妮妮妈妈/吉永老师）、粟大伟（银之助/怪兽演员）、李丰耘（鹤/邻居阿姨/鱼店老板）、时海琪（上尾老师/书店店长/引导员）、秦夜（中村/接待）、陌上（团罗座也/太阳英雄/酒屋老板）、孙睿扬（肉店老板）、宋文凯（荞麦面店老板）
  - 其他参与配音人員：宋文凯、皇贞季、李绍刚、逝枫、陈飞、王林

## 製作

### 製作團隊
- 原作：臼井儀人
- 導演／編劇：原惠一
- 作畫監督：原勝德、堤規至（日语：堤規至）、間佐田益男
- 美術監督：古賀徹、清水敏之（日语：清水としゆき）
- 角色設計：末吉裕一郎、原勝德
- 攝影監督：梅田俊之
- 黏土動畫：石田卓也
- 音樂：荒川敏行、濱口史郎
- 錄音導演：大熊昭
- 剪輯：岡安肇
- 首席製作人：茂木仁史（日语：茂木仁史）、太田賢司（日语：太田賢司）、生田英隆
- 分鏡：原惠一、水島努
- 演出：水島努
- 色彩設計：野中幸子
- 動畫檢查：小原健二
- 演出助理：朴京順（日语：朴京順）
- 動畫製作：Jungle Gym（日语：じゃんぐるじむ）、京都動畫、Animation Do、手塚製作、新銳動畫、夢弦館（日语：夢弦館）、M.I.（日语：Wish_(アニメ制作会社)）、Studio Zaendou（日语：スタジオ座円洞）、Studio Dub（日语：スタジオダブ）、M.S.J、MADHOUSE、Studio Mates
- 上色處理：京都動畫、Office Yuu、Lightfoot（日语：ライトフット_(アニメ制作会社)）、M.I.、Studio Road、Madhouse、Trace Studio M、北京寫樂美術藝術品有限公司
- 特殊效果：前川孝
- 背景繪製：Studio Uni（日语：スタジオユニ）、Atelier Roak（日语：アトリエローク）
- 攝影：Anime Film（日语：アニメフィルム）
- CGI：堤規至
- 片尾合成：柏原健二
- 音響製作：Audio Planning U（日语：オーディオ・プランニングユー）
- 音響製作助理：加藤知美、山口小夜香
- 音響製作進行：鈴木紀子、井澤基
- 錄音室：APU錄音室
- 混音師：田中章喜、大城久典
- 助理混音師：田口信孝、內山敬章、山本壽、金子俊也、辻誠
- 音效：松田昭彥、原田敦（Fizz Sound Creation）
- 音效助理：鷲尾健太郎
- 音樂協力：Imagine、齋藤裕二
- 配樂混音師：中村充時
- 剪輯：小島俊彥、中葉由美子、村井秀明、川崎晃洋、三宅圭貴
- 片頭設計：道川昭
- 沖印：東京沖印所（日语：東京現像所）
- 技術協力：森幹生、河東努
- 數位光學錄音：西尾昇
- 協力：日本萬國博覽會紀念協會
- 製作人：山川順市、和田康（シンエイ動画）、福吉健（朝日電視台）
- 製作統籌：高橋涉、魁生聰
- 製作進行：西川昭彥、高橋麗奈、木野雄、廣川浩二
- 製作：Shin-Ei動畫、朝日電視台、ASATSU-DK

### 開創
本片的構想最早源自一集電視動畫《蠟筆小新》的原創劇情〈媽媽和爸爸的過去喔（上）〉（母ちゃんと父ちゃんの過去だゾ 1），於1999年9月10日播出，該集由中弘子編劇、原惠一擔任分鏡、佐佐木啓之擔任演出、大塚正實擔任作畫監督。劇情描述小新一行人造訪一處新開幕的懷舊主題樂園，為日後電影中「昨日重現樂園」的構想奠定基礎。導演原惠一曾表示，原本以為僅此一集就已心滿意足，卻意外激發出更多創作靈感，最終發展為劇場版的雛形。該集動畫從未正式發行影像商品，導演本人也一度忘記標題。
自《蠟筆小新》劇場版第5作起，原惠一便身兼導演、編劇與分鏡等多項職務。本作的主題聚焦於「大人未竟的成長」，原導演在製作初期曾對此感到不安，自認「可能搞砸了」，甚至做好被撤換的心理準備。在開場描繪名為「20世紀博覽會」的大型展覽活動，靈感來自1970年世界博覽會，展現了原導演對實景描繪的重視與風格轉變。他表示，當時雖尚未決定劇情結局，但在構思場景階段即投入大量心力，令現場年輕工作人員驚訝不已。當時原惠一為Shin-Ei動畫的內部導演，創作自由度較高，幾乎沒有來自製作方的審查壓力。他回憶當時是「想怎麼做就怎麼做的時期」。
電影結尾小新奔向階梯的場面，並非傳統對戰戲碼，而是由朝日電視台製作人太田賢司提議設計。太田認為：「與其讓小新與敵人對戰，不如讓他努力跑上樓梯不是更好嗎？」原導演對此表示感謝，並指出該場景之所以能打動人心，音樂亦功不可沒。
飾演「Yesterday Once More」領導者阿健的資深演員津嘉山正種，是導演原惠一在觀賞其為1993年電影《終極保鏢》中凯文·科斯特纳的日語配音後，因其聲音魅力而決定邀請出演。阿健的戀人茶子則由小林愛配音，原導演是在觀看1999年播出的《∀鋼彈》後，被其自然演技吸引。透過同樣參與《小新》與《∀鋼彈》演出的池端隆史取得試音帶後，原導演相當欣賞小林的聲音，並在翌年作品《風起雲湧！戰國大合戰》中邀其飾演春日廉。
本片邀請藝人小堺一機與關根勤以本尊身份客串演出，並展現其經典搞笑段子。此段演出與關根本身為本作愛好者有關，他曾與女兒關根麻里一同觀影。此外，原作漫畫家臼井儀人亦為TBS廣播節目《コサキンDEワァオ!》的忠實聽眾，促成此次合作。臼井曾在節目中獲贈電影使用的動畫原畫作為紀念。

### 其他
飾演野原新之助的聲優矢島晶子，曾在2005年與原惠一對談時直言，這部劇場版是她「最喜歡」的一部作品，並與下一部《戰國大合戰》並列為特別的兩部作品。她表示：「雖然未來可能還會有好作品，但目前來說，這兩部要被超越恐怕非常困難。」而在2017年的訪談中，她仍然將這兩部作品列為自己最喜歡的劇場版。

## 音樂
配樂部分，由曾擔任《蠟筆小新：爆發！溫泉激烈大決戰》（1999年）音樂製作的濱口史郎負責。主題曲則延續前作《蠟筆小新：風起雲湧的叢林冒險》（2000年），由小林幸子演唱，她也因此成為系列中第一位連續參與多部劇場版主題曲演唱的歌手。
野原廣志回憶旅程時的背景音樂(BGM)-"" （页面存档备份，存于）
| 類別   | 曲名                | 作詞       | 作曲     | 編曲     | 歌手                                                       |
| ------ | ------------------- | ---------- | -------- | -------- | ---------------------------------------------------------- |
| 片頭曲 | 「」 （2000年）     | LADY Q     | LADY Q   | 森俊也   | （矢島晶子）、野原みさえ（ならはしみき）（キングレコード） |
| 插入曲 | 「」 （1972年）     | 高橋信之   | 高橋信之 | 高橋信之 |                                                            |
| 插入曲 | 「」 （1970年）     | 北山修     | 加藤和彦 | 若月明人 |                                                            |
| 插入曲 | 「」（） （1964年） | 伊福部昭   | 伊福部昭 |          |                                                            |
| 插入曲 | 「」 （1971年）     | 吉田拓郎   | 吉田拓郎 |          | 吉田拓郎                                                   |
| 片尾曲 | 「」 （2001年）     | 白峰美津子 | 岩崎元是 | 岩崎元是 | 小林幸子（日本哥倫比亞）                                   |

## 評價
本片最終票房達14.5億日圓，成績亮眼，並贏得了電影愛好者與專業人士的高度評價，甚至讓那些過去完全不關注《小新》系列的觀眾也投以關注。

## 榮譽
- 第三十三屆星雲獎媒體部門參考候補入選。
- 第二十三屆橫濱電影節日本電影Best 10榮獲第8名。
- 电影旬报All Time Best 10榮獲動畫組第7名。
- 日本傳媒藝術100選（日语：日本のメディア芸術100選）動畫組入圍。
- 日本OTAKU大獎（日语：日本オタク大賞）2001獲獎。